# Walckenaeria christae
Walckenaeria christae är en spindelart som beskrevs av Jörg Wunderlich 1995. Walckenaeria christae ingår i släktet Walckenaeria och familjen täckvävarspindlar.
Artens utbredningsområde är Grekland. Inga underarter finns listade i Catalogue of Life.